# Židněves
Židněves je obec v okrese Mladá Boleslav ve Středočeském kraji. Rozkládá se asi sedm kilometrů východně od Mladé Boleslavi. Žije zde 438 obyvatel.

## Název
Historický původ názvu obce není zcela znám, nejstarší písemná zmínka z roku 1255, kde je název uváděn jako "Schidinawes"
Avšak pro název Židněves existuje několik možných variant:
1. V polovině 18. století, kdy probíhal a sílil proces germanizace, se začal používat pro obec název "Judendorf", tento název byl též používaný v době Německé okupace za Druhé světové války.Tato varianta vychází z přesvědčení, že vesnici založili Židé, nebo tvořili značnou část obyvatel. [4]
2. Je také možné, že se název odvodil od slova žito, které se v Židněvsi mělo velmi pěstovat. Podle tohoto odvození vznikl název "Žitnoves" či "Žitňoves", který se používal na přelomu 19. a 20. století. [4]
3. Nauka o původu jmen uvádí, že byl Židněves pojmenován po svém zakladateli, Židinovi. [4]

## Historie
První písemná zmínka o obci pochází z roku 1255

## Obyvatelstvo
| Rok            | 1869 | 1880 | 1890 | 1900 | 1910 | 1921 | 1930 | 1950 | 1961 | 1970 | 1980 | 1991 | 2001 | 2011 | 2021 |
| -------------- | ---- | ---- | ---- | ---- | ---- | ---- | ---- | ---- | ---- | ---- | ---- | ---- | ---- | ---- | ---- |
| Počet obyvatel | 423  | 421  | 405  | 405  | 417  | 418  | 400  | 370  | 347  | 318  | 273  | 222  | 225  | 326  | 384  |
| Počet domů     | 64   | 65   | 74   | 79   | 81   | 84   | 102  | 113  | 93   | 91   | 89   | 98   | 101  | 126  | 150  |

## Obecní správa

### Územněsprávní začlenění
Dějiny územněsprávního začleňování zahrnují období od roku 1850 do současnosti. V chronologickém přehledu je uvedena územně administrativní příslušnost obce v roce, kdy ke změně došlo:
- 1850 země česká, kraj Jičín, politický i soudní okres Mladá Boleslav;[7]
- 1855 země česká, kraj Mladá Boleslav, soudní okres Mladá Boleslav;[7]
- 1868 země česká, politický i soudní okres Mladá Boleslav;[7]
- 1939 země česká, Oberlandrat Jičín, politický i soudní okres Mladá Boleslav;[8]
- 1942 země česká, Oberlandrat Praha, politický i soudní okres Mladá Boleslav;[9]
- 1945 země česká, správní i soudní okres Mladá Boleslav;[10]
- 1949 Pražský kraj, okres Mladá Boleslav;[11]
- 1960 Středočeský kraj, okres Mladá Boleslav.[12]
- k 1. lednu 1986 Středočeský kraj, okres Mladá Boleslav, městys Březno[13]
- k 24. listopadu 1990 Středočeský kraj, okres Mladá Boleslav[13]

### Obecní symboly
Znak a vlajka byly obci uděleny rozhodnutím předsedy Poslanecké sněmovny Parlamentu České republiky dne 18. dubna 2014.

## Pamětihodnosti
- Socha svatého Vojtěcha na návsi
- Kaple svaté Anny
- Socha svatého Jana Nepomuckého

## Doprava

### Silniční doprava
Obcí vede silnice I/16 Mělník - Mladá Boleslav - Židněves - Jičín - Trutnov. Z obce vede silnice II/280 Židněves - Domousnice - Dětenice - Kopidlno.

### Železniční doprava
Území obce protíná železniční Trať 064 Mladá Boleslav - Stará Paka.
Na území obce leží ve vzdálenosti 2 km od středu obce železniční zastávka Kolomuty, ale nejblíže je železniční zastávka Březno u Mladé Boleslavi (jen pro osobní dopravu) ve vzdálenosti 1 km ležící na trati 064 mezi Mladou Boleslaví a Dolním Bousovem. Nejbližší železniční stanicí (pro veškerou dopravu) je Mladá Boleslav město ve vzdálenosti 6 km ležící na téže trati.

### Autobusová doprava
V obci měly zastávku v červnu 2011 autobusové linky jedoucí do těchto cílů: Dětenice, Kopidlno, Jičín, Libáň, Mladá Boleslav, Sobotka.